# Громов Василь Федулович
Васи́ль Феду́лович Гро́мов (рос. Василий Федулович Громов; * 1798 або ж 1799, Петербург, Російська імперія) — † 12 липня 1869 або ж 1874), Петербург) — російський купець другої гільдії, лісопромисловець, садівник і благодійник.

## Біографія
Василь Громов походив із роду старообрядців. Його батько — кріпак Орлових із Гуслиць — став торгувати і, назбиравши грошей, викупився з кріпацтва. Федул Громов разом із старшим братом Сергієм володів у Санкт-Петербурзі двома лісовими біржами (торговими складами), одна з яких була поблизу Смольного, а друга — на лівому березі Фонтанки навпроти Апраксинового двору. Також заснував верф під Смольним. Федул Громов, як потім і його син Василь, був меценат і колекціонер.
Сергій і Федул Громови — це видатні діячі петербурзького старообрядництва. Після смерті Федула Громова, за свідченням Миколи Животова, «вдячні попівці викарбували над могилою першого свого куратора Федула Громова такий напис: „Не блиск освіти і знань, а здоровий розум і далекоглядність керували ним у великих справах, при надії на Бога! Він почав з нічого і, невсипущо працюючи, здобув знання та маєток і все життя насолоджувався любов'ю всіх ближніх, щастям і постійним здоров'ям! Благодійний чоловік, добрий громадянин і зразковий сім'янин!“».
Василь Федулович Громов народився вже в Петербурзі. У 1829 році він одружився з Федосією Тарасівною Лесниковою. Умовою шлюбу був перехід з старообрядництва в православ'я, яку Василь виконав.
1856 року Василь Федулович Громов став комерційним радником, а в 1866-му — статським радником.

## Діяльність
Василь Федулович Громов став найбільшим у Санкт-Петербурзькій єпархії благодійником. На його гроші перебудували Смольний собор, утримували лікарні та сиротинці. 1848 року, після батькової смерті, став власником лісових бірж. Громов фінансував будівництво і ремонт церков, матеріально підтримував Товариство захисту тварин та Російське імператорське товариство садівників, був одним із дванадцяти засновників цього товариства. Громов заснував, зокрема, Громовський притулок Олександрівської висипної лікарні.

Пристрастю Василя Громова були садівництво і музика. Його приятель, художник Олексій Боголюбов, згадував: 
 Він любив квіти, і в його оселі весь рік були ці розкішні окраси. Любив він і коней, мав першокласну конюшню. Музика була йому до душі. Він іноді співав для себе, як умів, а для гостей давав концерти, запрошуючи всіх знаменитостей петербурзького музичного світу. Постійно тримав відкритий стіл — як на дачі, так і в місті, завжди пригощав хорошим вином і вишуканою кухнею. А також любив він картини, живопис і художників. 

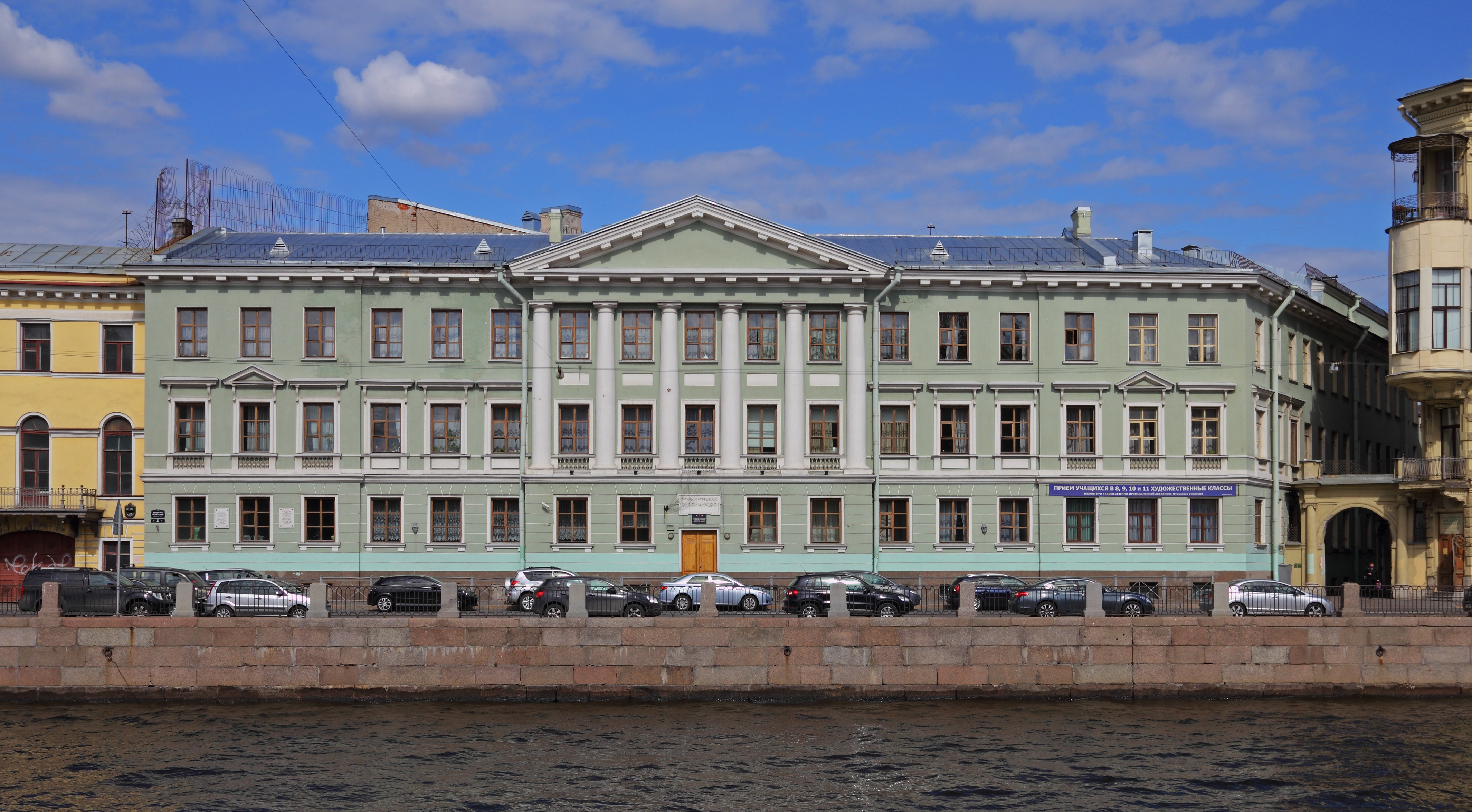
Дім Василя Громова. Санкт-Петербург, Фонтанка, 22.

Був членом ради директорів Санкт-Петербурзької консерваторії.
У 1866 році Громов наказав збудувати на своїй лісовій біржі три селянські хати, які надіслав на Паризьку всесвітню виставку 1867 року.
Коли Василь Громов умер, його багатство дісталося братові — Іллі Федуловичу, а незабаром фірма збанкрутувала.

## Лопухінський сад

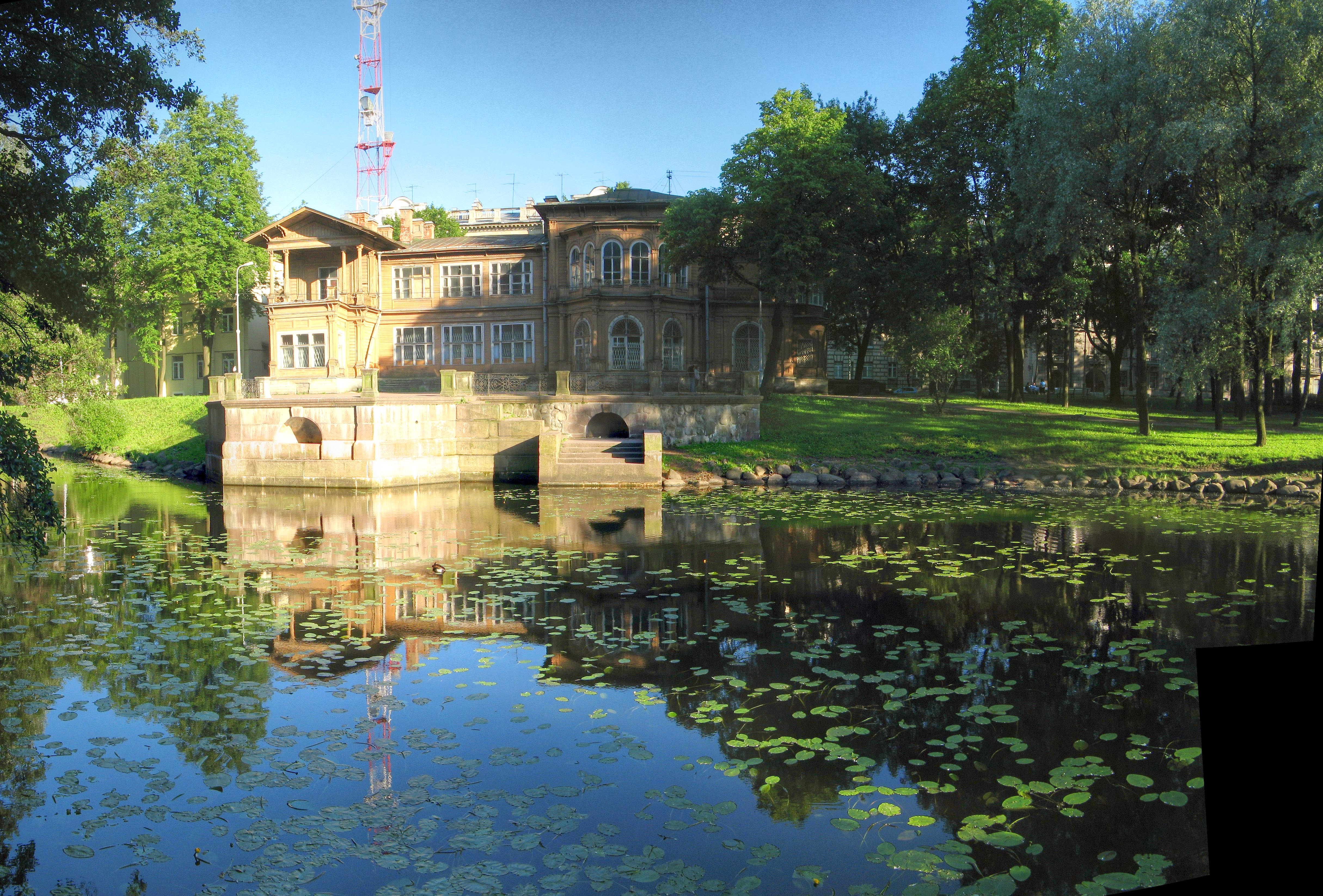
Дача Василя Громова в Лопухінському саду.

Придбавши 1848 року Лопухінський сад у Санкт-Петербурзі, Громов перепланував і впорядкував його. Саме з цим періодом (1848–1869) пов'язаний найвищий розквіт саду, що нині є пам'яткою культури регіонального значення. На дачі Громова в Лопухінському саду жили незаможні студенти Санкт-Петербурзької консерваторії, а всім відвідувачам саду з розпорядження господаря подавали безплатні ватрушки, бутерброди і пропонували букети для дам.

## Пам'ять
- Директор Санкт-Петербурзького ботанічного саду Едуард Регель на честь заслуг Громова назвав одну з нововідкритих рослин Gromovia pulchella[7].
- На будинку № 22 (набережна Фонтанки) 1996 року з ініціативи незалежної науково-дослідницької групи «Музей милосердя» встановлено меморіальну дошку з таким написом: «В цьому будинку жив благодійник і меценат, російський купець Василь Федулович Громов (1798–1869). Архітектор А. А. Коцюбинський, мармур»[8][9].